# 马塞约
马塞约（葡萄牙語發音：[masejˈjɔ]），又译马西约，巴西东北部大西洋沿岸重要港市，阿拉戈斯州（Alagoas）首府。人口99万（2013）。背山面海，其东的雅拉瓜港（Jaraguá）受珊瑚礁所阻，只能接纳吃水线的海轮，远洋巨轮则在礁外停泊。
马塞约始建于1815年，1839年设市。有纺织、制糖、钢铁、炼锌、化工、酒精、制皂、烟草等工业。输出食糖、棉花、烟草和糖酒。铁路和公路通内地和勒西菲等沿海大城市。有大学和历史研究所。